# Mariano Torres
Mariano Néstor Torres, mais conhecido como Mariano Torres (Buenos Aires, 19 de maio de 1987), é um futebolista argentino que atua como meia-atacante. Criado nas categorias de base do Boca Juniors da Argentina, defendeu o Santo André no Paulistao 2010. No Brasil, jogou no Náutico, porém nao foi aproveitado pelo técnico Geninho, mesmo que quando entrava em campo era considerado um dos melhores jogadores da partida. Atualmente joga no Cobresal .

## Carreira
O jogador argentino ganhou destaque nas categoria de base do Boca Juniors. No ano de 2006, foi o principal jogador do torneio de Terborg, na Holanda. Já recebeu proposta do Real Madrid, porém o clube argentino não vendeu a jovem promessa.
"Mariano Torres, o canhoto que o Real Madrid quis levar, voltou a ser o destaque em um torneio internacional.Os jovens jogadores do Boca Juniors foram vice-campeões en Terborg, Holanda. Além da boa ação coletiva, vale a pena mencionar que Mariano Torres foi eleito o melhor jogador do torneio. Isso não é notícia nova, porque no ano passado o Real Madrid queria levar o jogador para a Espanha, mas o Boca sentiu que não era o momento certo para vender uma das promessas da sua categoria de base. Vendido para o Corinthians como promessa de grande ajuda, sem ser utilizado logo foi vedido para o Clube Náutico Capibaribe. Sempre acompanhado de uma bola de futebol, ele foi contratado para tratar delicadamente. É um jogador diferente. Leve, habilidoso, talentoso e alto. Se convencido, se incorpora um par de conceitos, seu futuro será brilhante".

## Estatísticas
Até 17 de abril de 2012.

### Clubes
| Clube             | Temporada         | Campeonato nacional | Campeonato nacional | Copa nacional[a] | Copa nacional[a] | Competições continentais[b] | Competições continentais[b] | Outros torneios[c] | Outros torneios[c] | Total | Total |
| Clube             | Temporada         | Jogos               | Gols                | Jogos            | Gols             | Jogos                       | Gols                        | Jogos              | Gols               | Jogos | Gols  |
| ----------------- | ----------------- | ------------------- | ------------------- | ---------------- | ---------------- | --------------------------- | --------------------------- | ------------------ | ------------------ | ----- | ----- |
| Boca Juniors      | 2011-12           | 0                   | 0                   | 0                | 0                | 0                           | 0                           | 0                  | 0                  | 0     | 0     |
| Boca Juniors      | Total             | 0                   | 0                   | 0                | 0                | 0                           | 0                           | 0                  | 0                  | 0     | 0     |
| Total na carreira | Total na carreira | 0                   | 0                   | 0                | 0                | 0                           | 0                           | 0                  | 0                  | 0     | 0     |

- a. ^ Jogos da Copa Argentina
- b. ^ Jogos da Copa Libertadores
- c. ^ Jogos do Jogo amistoso

## Títulos
Boca Juniors
- Torneio Pentagonal de Verão: 2009